# تجانس نظام
التجانس أو المتجانس في الفيزياء والكيمياء (بالإنجليزية: Homogeneity) هو تساوي التكوين عبر نظام بأكمله، وبالتالي تساوي نوع المحتويات أو تساوي الظواهر.

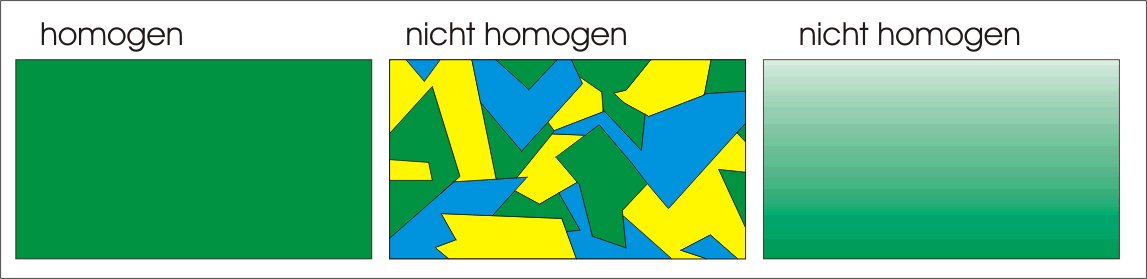
شكل يوضح التجانس من عدمه.

يستخدم تعبير التجانس على نظام فيزيائي أو مخلوط كيميائي، كما يعبر عن صفة في الرياضيات وكذلك في تجانس المجتمع وغيرها. فكلها تعطى معنى تساوي أحد الصفات أو الخواص في نظام بأكمله.

## مثال
عندما نخلط كمية أرز مع كمية من العدس، ونقلبهما تقليبتين فلا يكون المخلوط متجانسا، إذن أن عينة المخلوط من قاع الوعاء تختلف عن عينة المخلوط المأخوذة من السطح مثلا. أما بعد تكرار عملية تقليب مخلوط الأرز والعدس لمرات كثيرة، تصبح كل عينة من النظام (المخلوط) مثل أختها.
ملحوظة: بانسبة ما المطروح يعب حجم العينة دورا كبيرا. إذا كانت العينة 300 سنتيمتر مكعب مثلا يمكن عند مقارنة العينات انها متجانسة، أما إذا كانت العينة 1 سم مكعب فقط، فلن تكون العينات متجانسة، إذ نجد في إحدى العينات مثلا 20 حبة أرز و 18 حبة عدس، وقد نجد في عينة أخرى 19 حبة أرز و 19 حبة عدس.
مثال أخر: ذوبان الملح في الماء. نظرا للذوبان الكامل للملح في الماء يكون المخلوط متجانسا. أما عند مصب الأنهار في البحر فلا تكون العينات المختلفة البعيدة عن بعضها متجانسة.

## اهمية المادة المتجانسة
يعتبر الحصول على مواد أولية أو مواد وسطية متجانسة للصناعة من الضروريات، مثل صناعة أشباه الموصلات التي تستخدم كثيرا في الإلكترونيات والواسيب والهاتف المحمول، ويحتاج إللى تقنيات علمية وتطبيقية وتبدأ باستخراج موادا نقية.

## في الكيمياء
في الكيمياء تكون المواد المتجانسة إما موادا نقية أو مخلوطات متجانسة ونطق عليها اسم المحاليل. أنظر متجانس.

## في المطبخ
البيضة الصحيحة غير متجانسة، ففيها الصفار معزولا عن البياض. ولكي نعمل «أومليت» متجانسا لا بد من ضرب البيض وخلط الصفار مع البياض جيدا. كما تقول سيدة البيت «لقد صنعت عجينة متجانسة لعمل الكيك».

## تبعات التجانس الكيميائي
تكون كثافة المادة المتجانسة متساوية في جميع أجزائها. إذا افترضنا غاز مثلا موجود في وعاء كبير، وحصرنا عند جزء منه كمية حجمها
V1
فإنها تحتوي على كمية الغاز مثل حجم مماثل V1 مأخوذ من جهة أخرى من الوعاء.
وإذا قسمنا كمية الغاز إلى نصفين متساويين، فإن كل منهما يحتوي على نفس كمية الغاز التي يحويها الآخر. من ذلك ينتج:
«كمية الغاز للمواد المتجانسة عند تساوي الضغط ودرجة الحرارة تتناسب طرديا مع الحجم، وبالعكس.»
و يتناسب حجم مادة متجانسة تناسبا طرديا مع كمية المادة عند تساوي الضغط
p وتساوي درجة الحرارة T.
عندما تكون T == ثابتة وp == ثابت ينتج أن:
{\displaystyle V\sim n\qquad \qquad {V \over n}={\mbox{const}}\qquad \qquad {V_{1} \over n_{1}}={V_{2} \over n_{2}}}.
تنطبق هذه المعادلة على جميع المواد المتجانسة طالما بقيت درجة الحرارة والضغط ثابتين لا يتغيرا، وتنطبق على الغاز المثالي وتنطبق أيضا على قانون الغازات المثالية.
- يسمى المقسوم

{\displaystyle {V \over n}=V_{m}} حجم مولي
- والمقسوم

{\displaystyle {n \over V}=c} تركيز.
كما تنطبق العلاقة التالية على المواد المتجانسة
{\displaystyle V\sim m\qquad \qquad {m \over V}=\rho }.
- (أنظر كثافة).

## تجانس الأبعاد
تجانس الأبعاد في المعادلات الرياضية هو أن تحتوي على نفس الوحدات في طرفيها. ولكي تكون المعادلة صحيحة فيزيائيا فلا بد لها من أن تكون متجانسة، لأن التعادل في المعادلة لا يمكن أن يتم بوحدات تختلف عن بعضها على طرفي المعادلة. ويمكن باختبار الوحدات معرفة عما إذا كانت المعادلة صحيحة فيزيائيا أم لا. فإذا كنا نحسب السرعة مثلا فلا بد من أن تكون الوحدات تحتوي على «الطول /الزمن»، وإذا كنا نقوم بحساب الطاقة فلا بد وأن تكون الوحدات
[كتلة ]•[مسافة]²/[الزمن]², أي مثلا جرام ]•[متر]²/[ثانية]² وهكذا.
وعلى سبيل المثال تنطبق المعادلة الآتية بأكمها ل الطاقة:
{\displaystyle E_{k}={\frac {1}{2}}mv^{2};~~E=mc^{2};~~E=pv;~~E=hc/\lambda }
فإذا كانت:
m الكتلة،
v وc سرعتين،
p زخم الحركة،
h ثابت بلانك،
λ طول الموجة.
ومن جهة أخرى إذا كانت الوحدات على اليمين من المعادلة ليست
[كتلة]•[مسافة]2/[زمن]2, فإنها لا تكون صحيحة ولا تعبر عن الطاقة.
ولكن ليس معنى تجانس معادلة أن تكون صحيحة حيث لا بد أيضا لأن تكون اكميات فيها صحيحة وليست خاطئة. وعلى سبيل المثال، فقد تكون المعادلة E = m•v2 صية أو غير صيحة عن طاقة جسيم كتلته m يتحرك بالسرعة v ، كما أننا لا نستيع أن نعرف عما إذا جزء المعادلة أعلاه h•c/λ يجب ضربه في 2π أم لا.
ويشكل تجانس المعادلة وسيلة قوية لمعرفة الوحدات المناسبة لمسألة معينة (أنظر تحليل المقاييس).

## اقرأ أيضا
- قانون الغازات المثالية
- غاز مثالي
- ديناميكا حرارية
- ثابت بولتزمان
- اختبار الوحدات